# Michal Piter-Bučko
Michal Piter-Bučko (* 28. října 1985, Prešov, Československo) je slovenský fotbalový obránce, od roku 2013 působí v polském klubu Olimpia Grudziądz.

## Klubová kariéra
V červenci 2012 přestoupil z Prešova do polského klubu Podbeskidzie Bielsko-Biała, kde nahradil odcházejícího českého obránce Ondřeje Šourka. Podepsal smlouvu na dva roky. Debutoval 11. srpna 2012 v utkání polského fotbalového poháru proti týmu Warta Poznań (prohra 0:1).
V srpnu 2013 přestoupil do jiného polského celku, druholigové Olimpie Grudziądz. Podepsal roční smlouvu.